# Polícia internacional e de defesa do estado
Pour les articles homonymes, voir Pide et DGS.
La Polícia internacional e de defesa do estado (en français : Police internationale et de défense de l'État), plus connue comme PIDE, était la police politique de l'État portugais pendant l'Estado Novo sous António de Oliveira Salazar.
Créée en 1933, par le capitaine Agostinho Lourenço comme police politique sous le nom de Polícia de Vigilância e Defesa do Estado (PVDE, en français Police de vigilance et défense de l'État), cette institution devient en 1945 la PIDE, nom sous lequel elle restera plus connue.
Selon certaines sources[Lesquelles ?] la PVDE est mise en place avec l'appui de la Gestapo et de la police fasciste italienne, mais selon le professeur Douglas Wheeler la PVDE a été établie sous l’influence du MI5 anglais, par le capitaine Agostinho Lourenço, un anglophile qui, après la Seconde Guerre mondiale est devenu président d'Interpol ou Organisation internationale de police criminelle (OIPC). Selon Douglas Wheeler l'influence de la Gestapo dans la création de PVDE est impossible d'un point de vue chronologique : la Gestapo fut créée en avril 1933 alors qu'Agostinho Lourenço commença à mettre la PVDE sur pied en 1932.
Son rôle était de surveiller le peuple, de traquer les opposants au régime et de faire appliquer la censure. Elle avait notamment recours à des indicateurs, les « bufos », fondus dans la population, pour prévenir toute sorte d’activité contre l'État. Elle était aussi chargée du contrôle de voyageurs aux frontières, de l'expulsion des étrangers indésirables et des services de contrespionnage, de la délivrance de passeports et de cartes d'identité. La délivrance d'un passeport donnait lieu à un interrogatoire dans les locaux situés Rua Antonio Maria Cardozo. Également présente dans les territoires portugais d'Outre-Mer elle surveillait aussi les militaires en Afrique pendant les guerres coloniales portugaises. Elle a créé durant ces conflits des unités de forces spéciales autochtones, les Flechas.

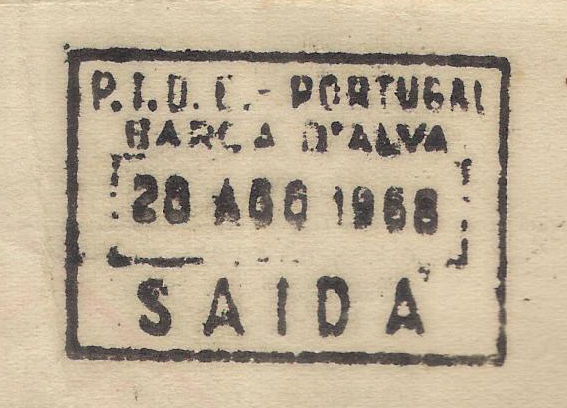
Tampon de la PIDE sur un passeport: PIDE-PORTUGAL BARCA D'ALVA (poste frontière) 28 AOÛT 1968 SORTIE

En 1969, le gouvernement de Marcelo Caetano réforme et renomme l'entité en Direção Geral de Segurança (pt) (DGS, en français : Direction générale de la sécurité). Après la révolution des Œillets en 1974, elle fut dissoute le 26 avril.
La DGS est l'unique corps à ouvrir le feu sur les révolutionnaires du 25 avril 1974, faisant quatre morts et des blessés. Leur souvenir est célébré œillet à la main ou à la boutonnière chaque 25 avril devant l'ancien siège de cette police, rua António Maria Cardoso (Chiado).

## Dans la fiction
- Le Cul de Judas d’António Lobo Antunes.